# Economía de Corea del Norte
Corea del Norte tiene una economía planificada similar a la soviética mientras que las relaciones económicas con el extranjero son mínimas (autarquía).
La economía norcoreana es dirigida por el Comité de Planificación Estatal que decide sobre: las áreas donde invertir, los precios, y los cultivos a ser plantados, las industrias a instalar y su localización respectiva. En fin, toda la economía del país está en manos de este organismo, ligado al Partido del Trabajo de Corea, dando un poder casi ilimitado a técnicos y economistas que planifican la economía de Corea del Norte.[cita requerida]
Históricamente, Corea del Norte recibió ayuda externa de la URSS y de China, las dos superpotencias comunistas, y en menor cantidad, de los otros países del sector comunista, y siguió su modelo de industrialización, dando lugar a la industria pesada y a la de bienes de capital, dejando fuera la industria ligera.
Otro factor que llevó a Corea del Norte a invertir en la industria pesada (y consecuentemente en la industria bélica, que es una ramificación de la pesada) fue el factor de vivir, desde el fin de la Segunda Guerra Mundial, en constante tensión con Corea del Sur, apoyada por los EE. UU., que culminó con la guerra de Corea (1950-1953) y que aun después de haber finalizado, nunca fue superada. El gobierno invirtió para que las carreteras del país fueran todas construidas para facilitar las maniobras de las tropas de las Fuerzas Armadas (la carretera que conecta Pionyang a la frontera con el Sur y la mejor conservada del país, para poder propiciar un rápido deslocalizamiento y movilización de tropas en caso de desate de combates en la frontera)[cita requerida], y las diminutas exportaciones de Corea del Norte son en su mayoría armamentos para países del Oriente Medio y África.[cita requerida]

## Años 1960-1980
El modelo de planeamiento económico proporcionó al país un rápido crecimiento industrial durante las décadas de los años 50, 60 y 70, principalmente en la industria pesada, que fue desarrollada también por la riqueza mineral del territorio.
El PNB por cápita en Corea del Norte casi cuadruplicó entre 1953 y 1960 (de 55 a 208 dólares), mientras que quedó casi estancado en Corea del Sur (de 56 a 60 dólares). El historiador Bruce Cummings indica que : "Un informe interno de la CIA admitía los diferentes logros del régimen: Los cuidados a los niños y particularmente a los huérfanos, el "cambio radical" del estatuto de la mujer, la atención médica gratuita y la medicina preventiva, una tasa de mortalidad infantil y una esperanza de vida comparable a los países más avanzados.
A finales de 1979 el PIB per cápita de Corea del Norte fue aproximadamente un tercio el PIB per cápita de Corea del Sur. Las causas de su pobre y mediocre desempeño son variadas, mas no complejas, pero todas estas causas tienen un factor en común, y es importante tenerle en cuenta: es que debido a la política del Songun ( "autodefensa de la revolución" o también explicado en occidente como "los militares primero"), hay un porcentaje desproporcionadamente elevado del PNB; posiblemente hasta un 25%, dedicado por parte del gobierno de Corea del Norte a los gastos militares.
En 1979, Corea del Norte decide renegociar parte de su deuda externa, pero en 1980 cesó sus pagos en casi todos sus préstamos, exceptuándose los devenidos del Japón. A finales de 1986, la deuda en divisas alcanzó más de US$ 1 mil millones. También, y con casi US$2 mil millones a los acreedores comunistas, principalmente de la Unión Soviética, tuvo que renegociar dichos empréstitos para sanear sus arcas. Luego, los norcoreanos tuvieron que declarar un default a sus acreedores japoneses. Para el año 2000, teniendo en cuenta las sanciones y los intereses alcanzados, la deuda de Corea del Norte se estimó en US$ 10-12 mil millones. Para el año 2012, la deuda externa de Corea del Norte había crecido a un estimado de US$ 20 mil millones, a pesar de que Rusia haya informado sobre una importante cancelación de sus deudas con Norcorea, con un supuesto pago de cerca de US$8 mil millones, a cambio de la participación rusa en el desarrollo de sus ingentes recursos naturales. Del lado de Rusia, otros de los acreedores principales incluyen a países como Hungría, la República Checa e Irán.
Las autoridades norcoreanas han hecho algunos esfuerzos, todavía muy pequeños; para "distender" el control tan extremadamente centralizado en la economía desde la década de 1980, en el que se implica a la gran mayoría de las empresas industriales en manos del estado para poder ser más competitivas. Alentados por el llamado de Kim Jong-il para fortalecer la aplicación de un nuevo sistema de contabilidad independiente (독립 채산제, tongnip ch'aesanje) dentro de estas empresas, y empotrado desde marzo de 1984; el interés por una buena gestión empresarial y el desarrollo del nuevo sistema de contabilidad independiente ha aumentado, como lo demuestra el aumento de la cobertura del tema en diversas revistas de Corea del Norte. Bajo este sistema, los directores de las fábricas asignan todavía unas cuotas de producción bajo las recomendaciones del ente planificador de la economía, pero se les da mayor discrecionalidad en la toma de decisiones sobre la mano de obra, equipos, materiales y fondos.
Además de un capital fijo, cada empresa se le asigna un mínimo de capital de trabajo por parte del Estado a través del Banco Central, y si se requiere; otros importes adicionales para cubrir los gastos diversos de funcionamiento, los que se obtienen del producto de las ventas de su producción excedente y/o normal. Hasta el 50% de la "ganancia" está gravado con impuestos, la otra mitad se mantiene libre de gravámenes para que la empresa lo reinvierta en la compra de equipos, las mejoras con nuevas y mejores tecnologías para sus instalaciones, aparte de los pagos por prestaciones sociales y bonificaciones. Por lo tanto, el sistema proporciona algunos incentivos incorporados y cierto grado de autonomía a nivel micro, a diferencia del sistema de asignación de presupuesto, en virtud del cual el excedente es entregado al gobierno en su totalidad.
Otra de las novedades del "Tercer Movimiento Popular del Consumidor", para la producción de bienes, y efectuado en agosto se centra en la producción de bienes de consumo. Esta medida fue llamada así después de que Kim Jong-il hizo una visita de inspección de una exposición de productos de industria ligera, celebrada en Pionyang el 3 de agosto de 1984. El movimiento encargó a los trabajadores el usar sus recursos disponibles, tanto a nivel local como en sus instalaciones de producción necesarias para producir bienes de consumo, el aumento de la producción de bienes de uso diario, y así fomentar la mejora en los estándares de vida de su nación y conciudadanos. Superficialmente, el movimiento no parecía diferir mucho de los programas de la industria local en existencia desde la década de 1960, a pesar de cierto grado de autonomía local que se permitió a fin de lograr dicha meta, sin embargo;  se logrón un cambio importante en el sistema de planificación centralizada, con la salida de los lugares, precios y compras permitidos y ya fuera de la estricta planificación central. Además, se establecieron varias cadenas de tiendas de venta directa, fundadas para distribuir los bienes producidos en el marco del movimiento directamente a los consumidores. El movimiento se caracterizó como un tercer sector en la producción de bienes de consumo, junto con la industria ligera, la cual es controlada centralmente de forma local, junto a las industrias ligeras tradicionales. Por otra parte, hubo informes en la década de mediados de los 80, donde muestran la decaída cada vez mayor en el ánimo de las mayores industrias artesanales y el pequeño espacio ganado dentro de los mercados privados de los productos de las granjas comunales fundadas bajo este periodo.
A partir de mediados de 1980, y en particular hacia el final de la década, Corea del Norte comenzó lentamente a modificar su rígida política independiente. Los cambios, popularmente identificados como la política de puertas abiertas, incluido un creciente énfasis en el comercio exterior, la disposición a aceptar la inversión extranjera directa mediante la promulgación de una ley de asociación, la decisión de abrir el país al turismo internacional y a la cooperación económica con Corea del Sur [cita requerida].
Los principales objetivos del III.er plan septuagenal de 1987-93 eran lograr una serie de "Diez objetivos a largo plazo" destacados como los más importantes de la década de 1980 para "la construcción de la economía socialista". Estos objetivos, concebidos en 1980, debían ser cumplidas por el final de la década. El hecho de que estos objetivos se dio la vuelta para el final del tercer Seven-Year Plan es otra indicación de los decepcionantes resultados económicos durante el II.do plan septuagenal. Los tres objetivos de la política de autosuficiencia, modernización y cientifización se repitieron. El crecimiento económico se fijó en 7,9% anual, por debajo del plan anterior. Aunque el logro de los diez principales objetivos de la década de 1980 es el principal objetivo del III.er plan septuagenal, algunos cambios importantes se han hecho en objetivos cuantitativos específicos. Por ejemplo, el objetivo de la producción anual de acero se ha reducido en un tercio, de 15 millones de toneladas a 10 millones de toneladas. Las metas de producción de cemento y metales no ferrosos y dos elementos principales exportaciones se han incrementado significativamente. Junio de 1989 la introducción del Plan Trienal para la Industria Ligera, como parte del Tercer Plan de Siete Años tiene la intención de aumentar el nivel de vida por atender las necesidades de los consumidores.
El "Tercer Plan septuagenal" dio mucha atención al desarrollo del comercio exterior y las empresas conjuntas, la primera vez que el plan ha tratado estos temas. A finales de 1991, sin embargo, dos años antes de la terminación del plan, los reultados tanto objetivos como cuantitativos del plan nunca se habían hecho público, lo que indica que el plan no fue totalmente exitoso, debido a factores como la hambruna de 1992, el desequilibrio en los presupuestos de gastos, y la cancelación de la ayuda ahora rusa a Corea del Norte, con lo que vio mermada sus finanzas.[cita requerida] Las asignaciones de recursos para la construcción que inicialmente estaban destinados a obras de carreteras, y que luego se vieron en nuevos e inconclusos teatros, hoteles, unos aeropuertos con muy malos acabados y diseños, así como otras instalaciones, todas estas con el fin de acoger el "XIII Festival Mundial de la Juventud y los Estudiantes" a celebrarse en julio de 1989; debieron haber tenido un impacto negativo en el desarrollo industrial y agrícola, a pesar de la ampliación y mejora de la infraestructura social que han dado lugar estas obras a algunos de los beneficios económicos a largo plazo.[cita requerida]

### Crisis y hambruna
En los años 1990 Corea del Norte se vio estancada en una crisis. La asistencia económica recibida de la URSS y de China era un factor importante en su crecimiento económico, y así mismo para el cumplimiento de sus metas industriales. En 1991 la URSS retiró su apoyo y exigió el pago en moneda fuerte para las importaciones. China intervino al proporcionar asistencia y suministró alimentos y petróleo, la mayor parte de ellas a precios ventajosos. Pero en 1994 China redujo sus exportaciones a Corea del Norte. Sin embargo, con la disolución de la URSS, y sumado esto a una serie de problemas internos, Corea del Norte sufrió graves problemas económicos y tuvo que abrir sus puertas para la ayuda humanitaria internacional, y pasó a tener más variación e internacionalidad con su actividad de exportación y comercio.[cita requerida]
Corea del Norte anunció en diciembre de 1993 un nuevo plan, esta vez de 3 años de transición; para relanzar su política económica, haciendo énfasis principalmente en el desarrollo de la agricultura, la industria ligera y su comercio exterior. Sin embargo, la falta de fertilizantes, una racha de desastres naturales, y las precarias condiciones de almacenamiento y sus deficientes prácticas de transporte de alimentos han hecho perder al país más de un millón de toneladas anuales de grano, cortándole de un solo tajo su reputada autosuficiencia. [cita requerida] Por otra parte, la falta de divisas que le permitiesen el comprar los repuestos requeridos y los hidrocarburos para la producción de los aceites necesarios para la maquinaria de las plantas de generación de electricidad le han dejado muchas fábricas inactivas.

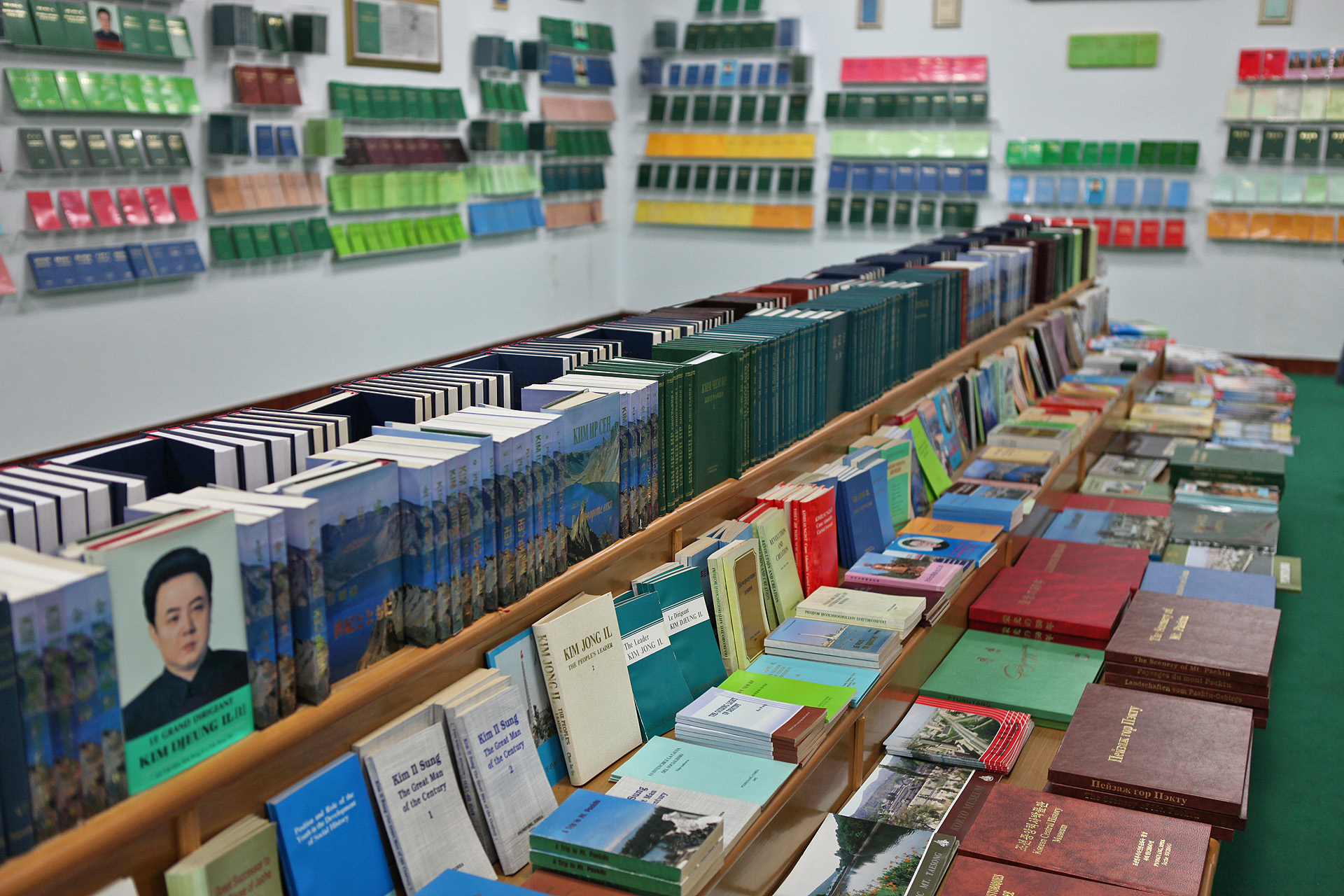
Líbrería norcoreana
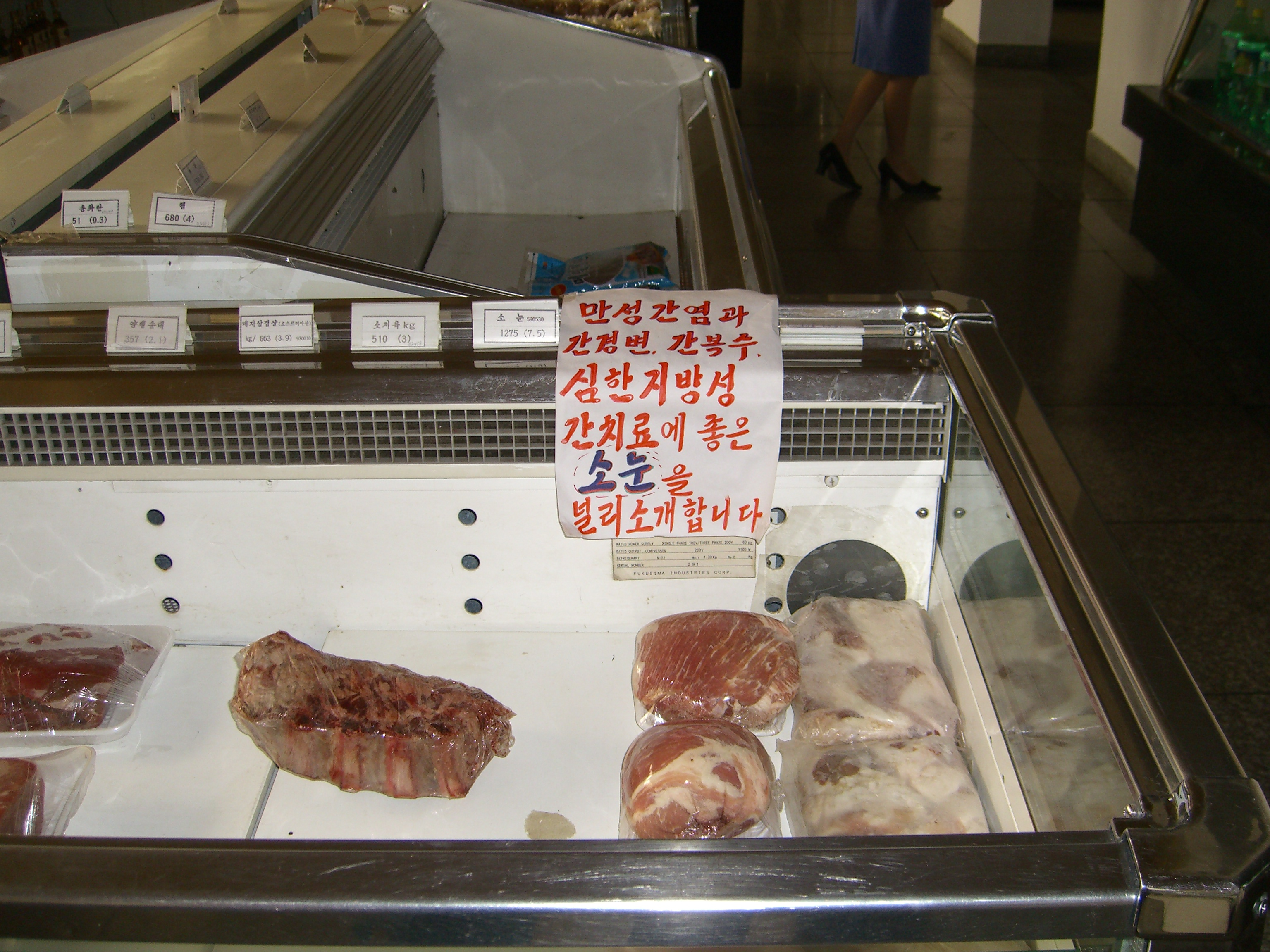
Productos a la venta en almacén norcoreano
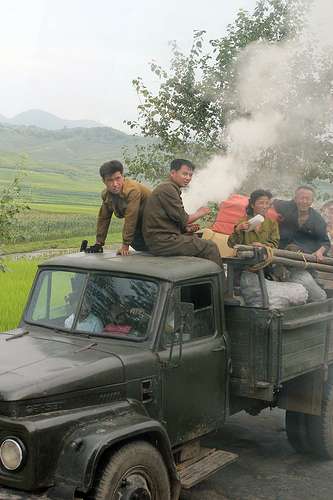
Camión propulsado por gasógeno
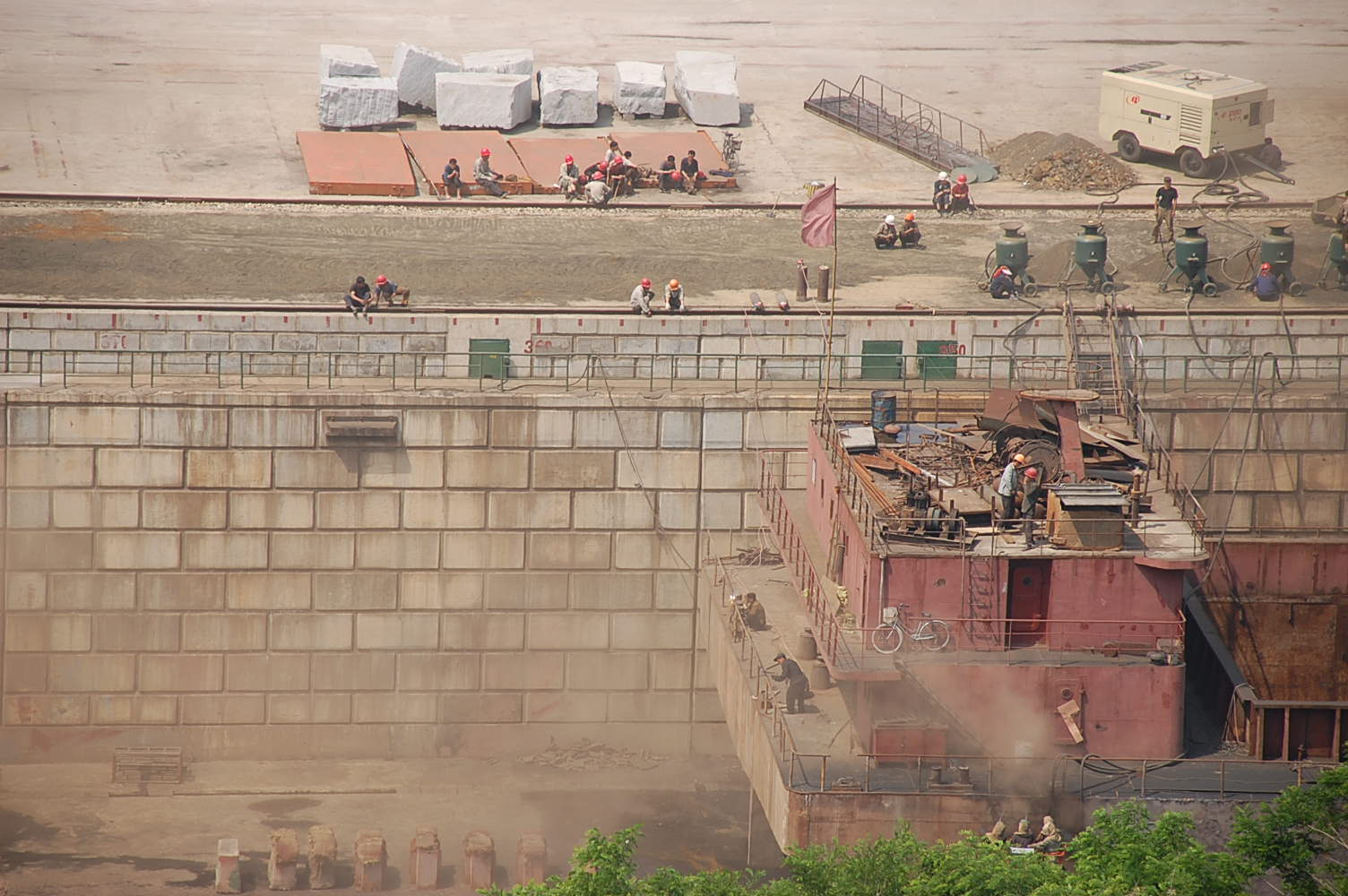
Dique seco № 2. Nampo
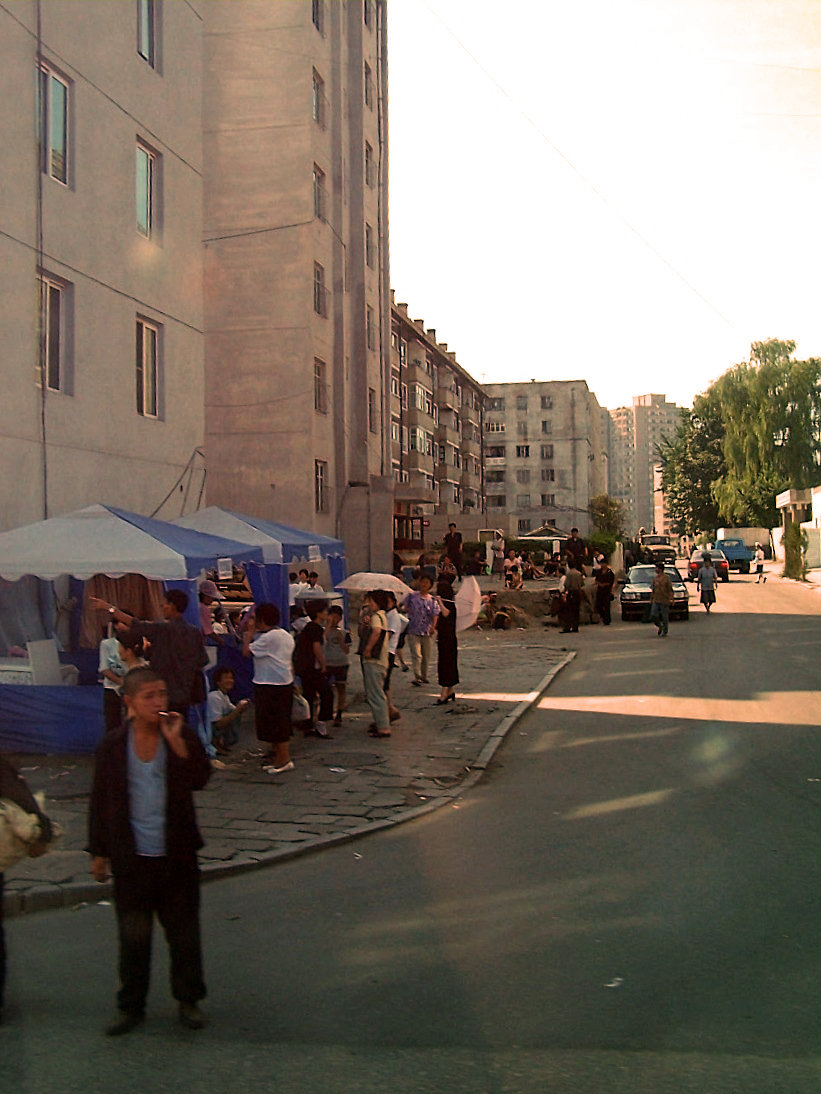
Calle de Pyongyang
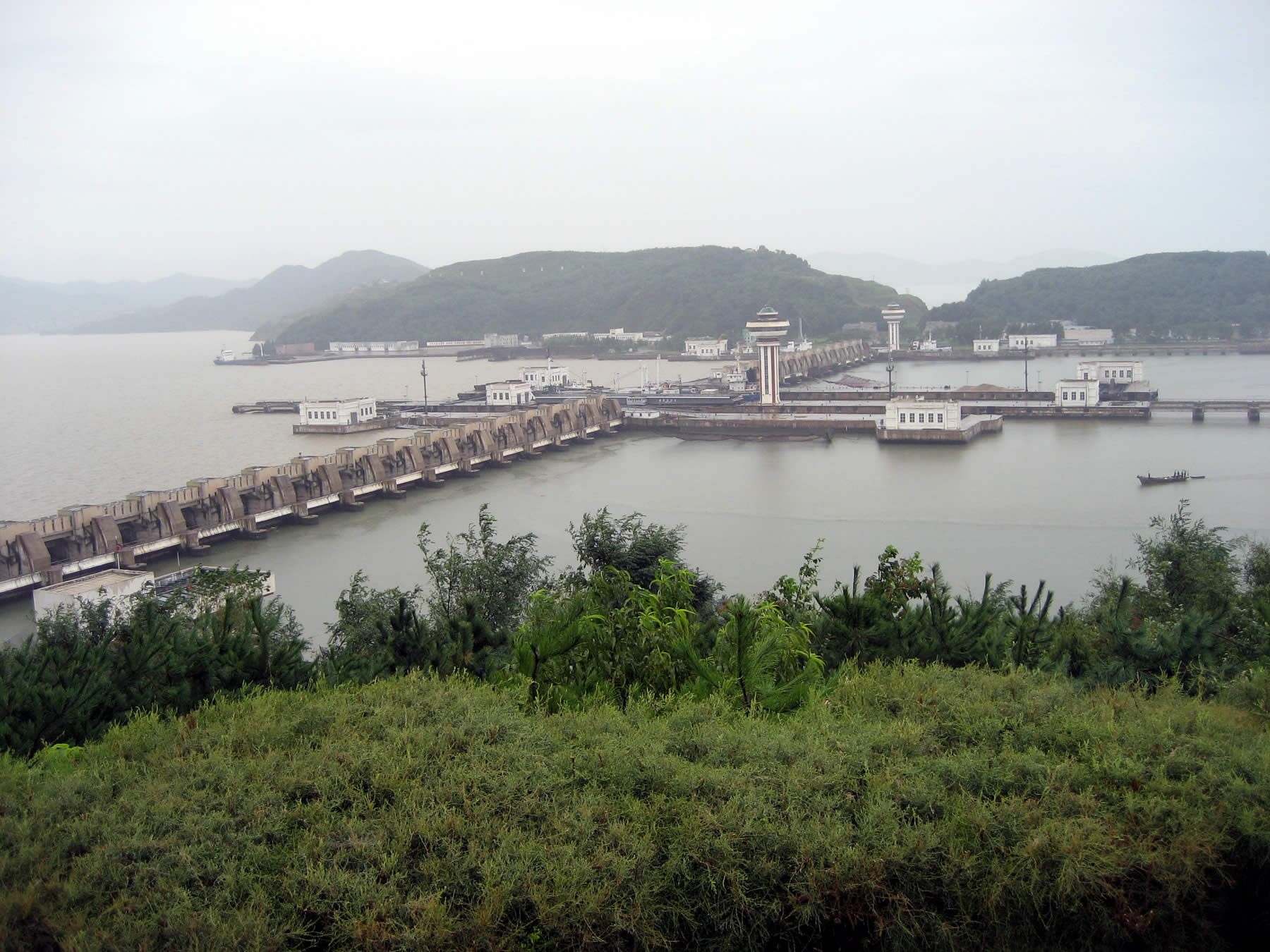
Dique del Mar Amarillo
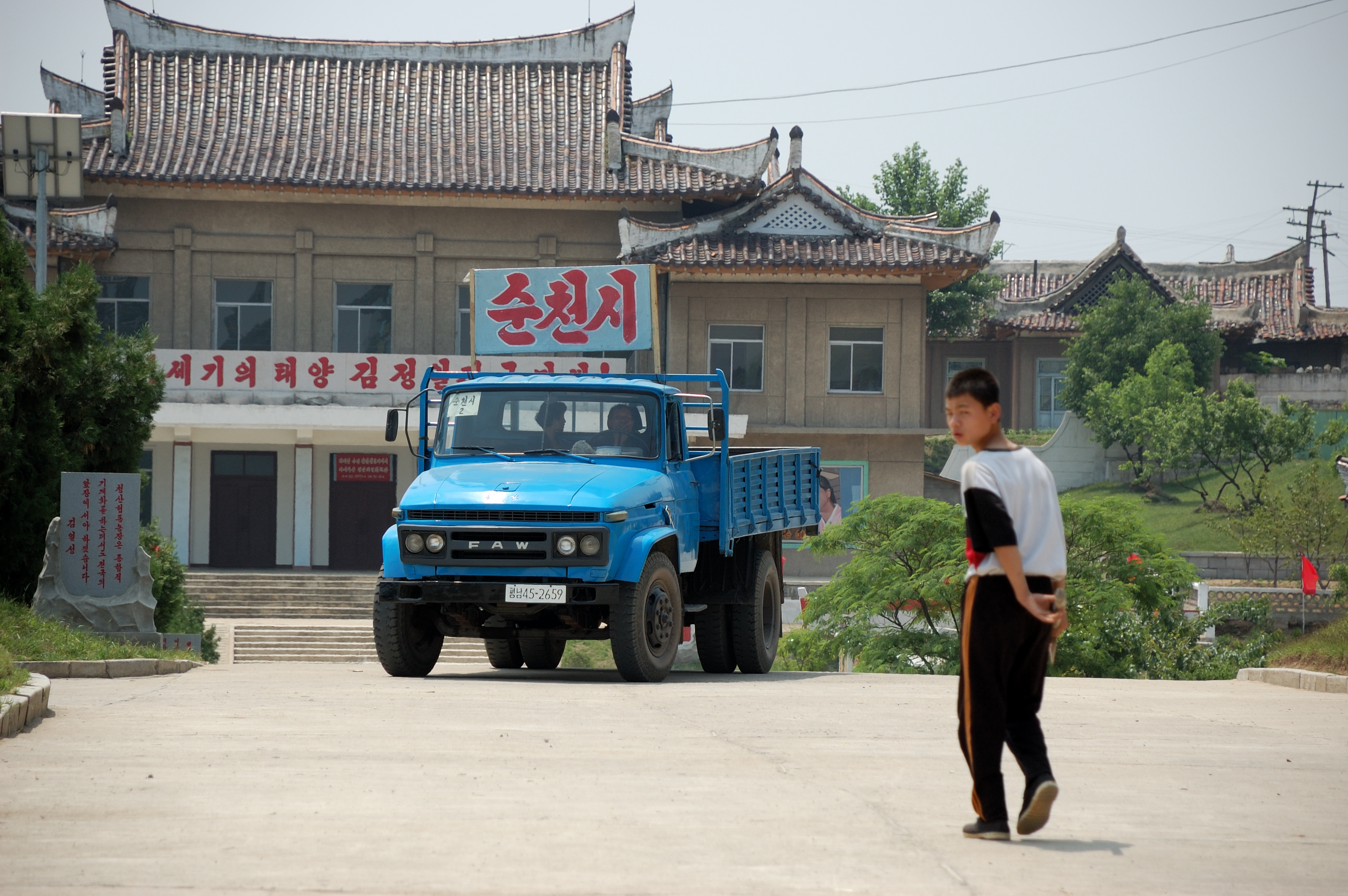
Camión agrícola en Chongsan-ri
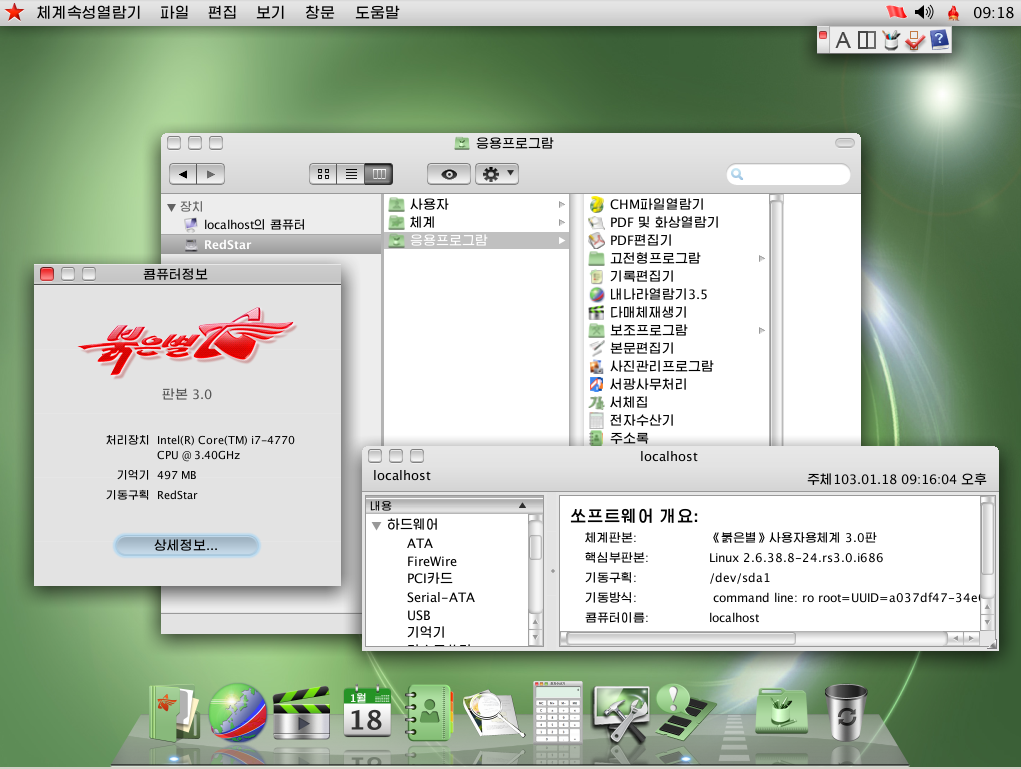
Sistema operativo de computadores norcoreano
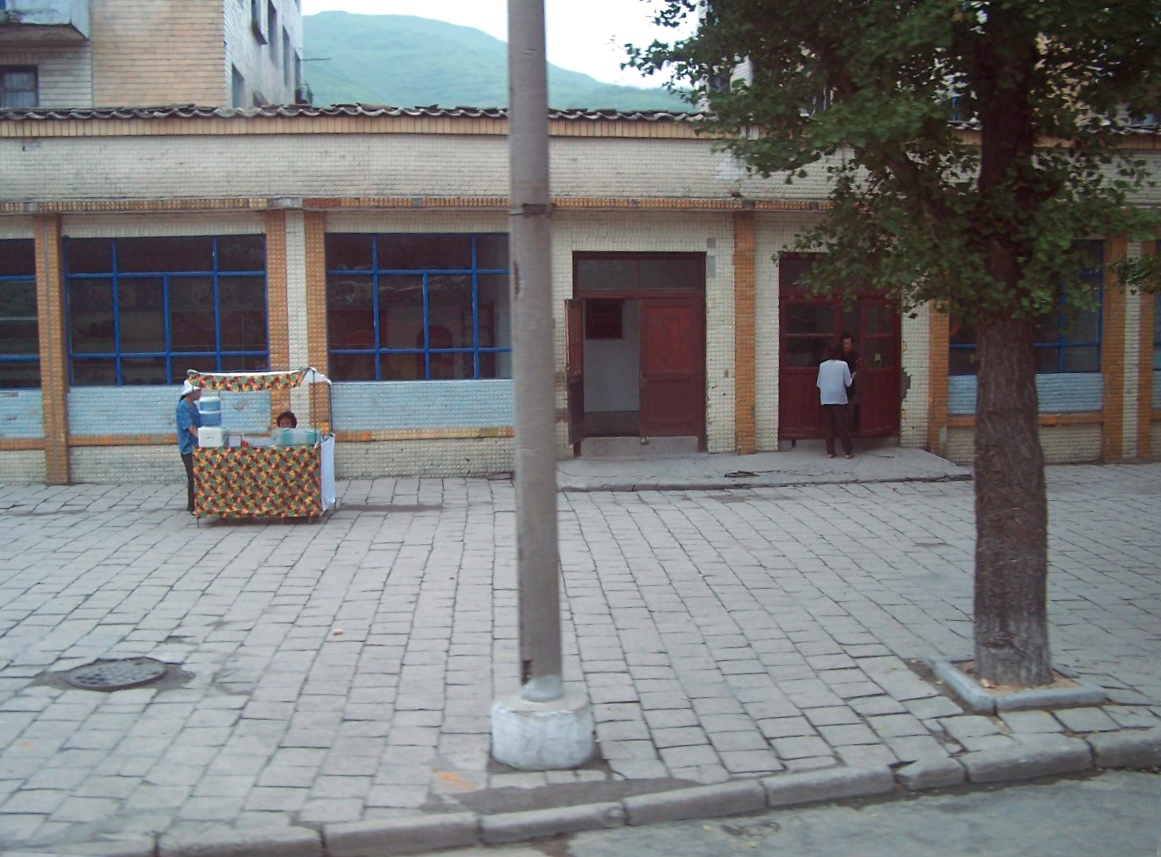
Almacén en Kaesung.
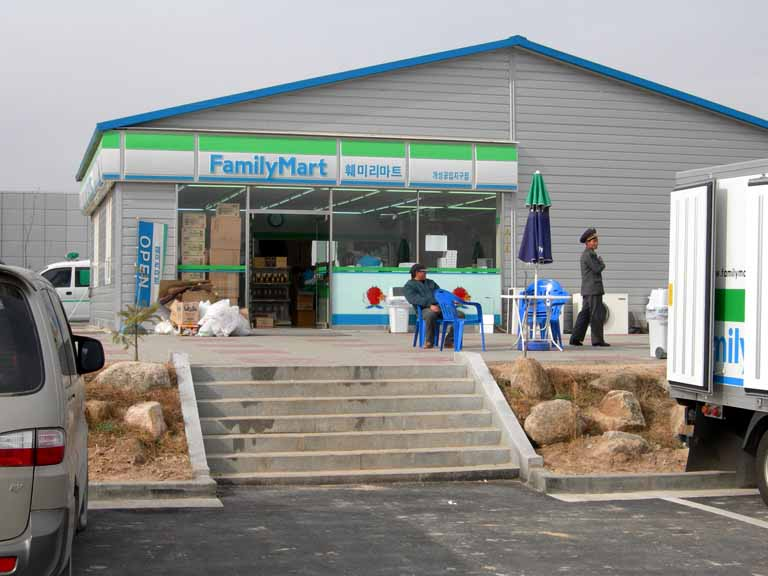
Minimercado en Kaesong.

La rigidez en los sistemas político y económico de Corea del Norte dejaron al país mal preparado para un mundo inmerso en una serie de cambios profundos. Gran parte de sus crisis posteriores se deben a la suma de estos problemas, tanto el de las abultadas deudas, como también a causa de una serie de prolongadas sequías, sumados a una muy deficiente gestión económica, unos índices de crecimiento industrial que muestran una profunda desaceleración en la macroeconomía de Corea del Norte, con lo que su PNB per cápita cayó por debajo de los niveles que sostuvo, que incluso llegaron a ser superiores durante varios periodos a los de Corea del Sur.[cita requerida] A partir de 1992, sin embargo, no se informaron de los esfuerzos requeridos para ampliar el tamaño de las producciones agrícolas en las recientemente cedidas "parcelas privadas", última garantía de subsistencia del país.
Todas estas medidas fueron menores y muy reducidas de lo que realmente se requería para poder colmar el enorme vacío emergido tras la caída de la URSS, su principal soporte en temas de alimentación y de importaciones; teniendo que llevarse a cabo unas medidas nepóticas, las que fueran impulsadas para paliar la grave escasez de alimentos, bienes de consumo, y otros de uso común entre la población, como lo que se intentó hacer mediante la infusión de un cierto grado de incentivos para reactivar el consumo de bienes del hogar y otros. A mediados de 1993, los índices no mostraban síntomas que indiquen una desviación fundamental del sistema existente, a pesar de lo que había ocurrido: la disolución de la URSS, su principal benefactor. La renuencia a iniciar una serie de reformas, mejorar el desempeño industrial, y modernizar sus métodos de producción parecieran ser en sí un gran problema, debido en parte al esquema político vigente aún. Es quizás, la estrecha vinculación entre las políticas generales y las reformas económicas necesarias para la liberalización lo que no dejan progresar a su modelo arcaico, y hacen que la muy dominante clase dirigente sostener aún las prácticas en uso desde Kim Il-sung.[cita requerida] Esta preocupación se basa en la creencia de que las reformas económicas que se lleguen a implementar van a producir nuevos intereses, los cuales creen sus dirigentes realzarán las reclamaciones por nuevas libertades y expresión política, aparte de que dichas demandas de una institucionalización del pluralismo, con el tiempo darán lugar a la liberalización política.

## Escasez de divisas
La escasez de divisas debido a un déficit comercial crónico y a una serie de sanciones impuestas por las administraciones norteamericanas, una abultada deuda externa y la disminución de la ayuda externa, han limitado el desarrollo económico del país[cita requerida] . Además Corea del Norte ha estado desviando sus escasos recursos de algunos proyectos de desarrollo para la defensa, con lo que pasó de un 10% del PIB a más de un 20% del PNB para la defensa hacia finales de la década de 1980[cita requerida], una de las proporciones más elevadas entre los países del mundo, inclusive por encima de naciones relativamente militarizadas como Israel. Estos factores negativos, agravados por la disminución de la eficiencia del sistema de planificación central y la crónica falta de planes y esfuerzos realmente contundentes a la hora de modernizar su industria y a la economía en general, han frenado el ritmo de crecimiento, muy bueno en la década de 1960, y que ahora casi se ha nulificado. La desaparición de los regímenes comunistas en la Unión Soviética y Europa del Este, países aliados y socios tradicionales de Corea del Norte, en sus niveles comerciales y políticos, han agravado las dificultades económicas de los años 1990.[cita requerida]

## Actualidad
Mientras tanto, aún hoy continua muy dependiente de la ayuda internacional y su gobierno ha tenido una tímida apertura económica, abriendo la plataforma de exportación en la ciudad de Sinuiju, que tiene frontera con China, que da incentivos fiscales a empresas extranjeras que quieran instalarse, claramente, siguiendo el ejemplo de Hong Kong, Singapur y Taiwán.
En la actualidad, Corea del Norte tiene un sistema nacional de seguro médico gratuito. La directora general de la OMS, Margaret Chan, destacó en 2010: "Ellos tienen algo que la mayoría de los otros países en desarrollo envidiarían", refiriendosé al sistema de salud norcoreano, lo que muestra claras diferencias con su antecesor Gro Harlem Brundtland, quien dijo en el 2001 que el sistema de salud de Corea del Norte estaba cerca de colapsar En el año 2000, un 99% de la población tenía acceso al saneamiento y el 100% acceso al agua, no siendo esta siempre potable[cita requerida]. Había, según se informa, un doctor para cada 700 habitantes y una cama de hospital para cada 350[cita requerida]. Los gastos sanitarios en 2001 suponían el 2.5% del PIB, el 73% de esos gastos fueron realizados en el sector público. No hay constancia de casos de sida, con datos del año 2007.[cita requerida]
Medios internacionales citaban en 2013 un presunto informe del programa de alimentos de la ONU del año 1998 afirmando que el 60% de los niños norcoreanos sufrían desnutrición y el 16% estaban gravemente desnutridos, llegando a compararlo con la situación de hambruna de la década de 1990 y hablando de desnutrición crónica que prevalecía hasta el siglo XXI. La citada estadística para el período 1999-2001 aseguraba que el suministro de alimentos per cápita diario del país era uno de los más bajos de Asia, solamente superado por Camboya, Laos y Tayikistán. Sin embargo, la Organización para la Agricultura y la Alimentación de la ONU (FAO) salió a desmentir esta información, asegurando que informes sobre una hambruna en Corea del Norte "no se corresponden a la realidad". La directora general de la OMS declaró tras su visita en 2010 que en Pionyang no se evidencian signos obvios de desnutrición, que la mayoría de la gente tenía la misma estatura y peso que otros asiáticos en otros países, y que no detectó tampoco signos de la obesidad que estaban surgiendo en algunas zonas de Asia. Se reportaba en ese entonces un faltante de 500.000 toneladas de alimentos en el país, pero que no era una "situación crítica" ni comparable a la ocurrida durante una serie de desastres naturales del 2001, como fue reportado en medios internacionales. El reporte sí incluía una recomendación de la funcionaria de la OMS recordándole a las autoridades locales que "la nutrición es un área a la que el Gobierno debe prestar más atención, especialmente a las mujeres embarazadas y los bebés".

## Sectores económicos

### Comercio exterior
Los principales artículos de comercio exterior de Corea del Norte son productos de producción autóctona, principalmente artículos de metalurgia, fundición, productos farmacológicos básicos, carbón y otros propios de su industria. Cabe destacar que en gran parte sus exportaciones se enfocan a Corea del Sur, en especial, exporta materias primas para la fundición de metales siderúrgicos y aceros especiales, así como de minerales para procesos del cemento y otros.

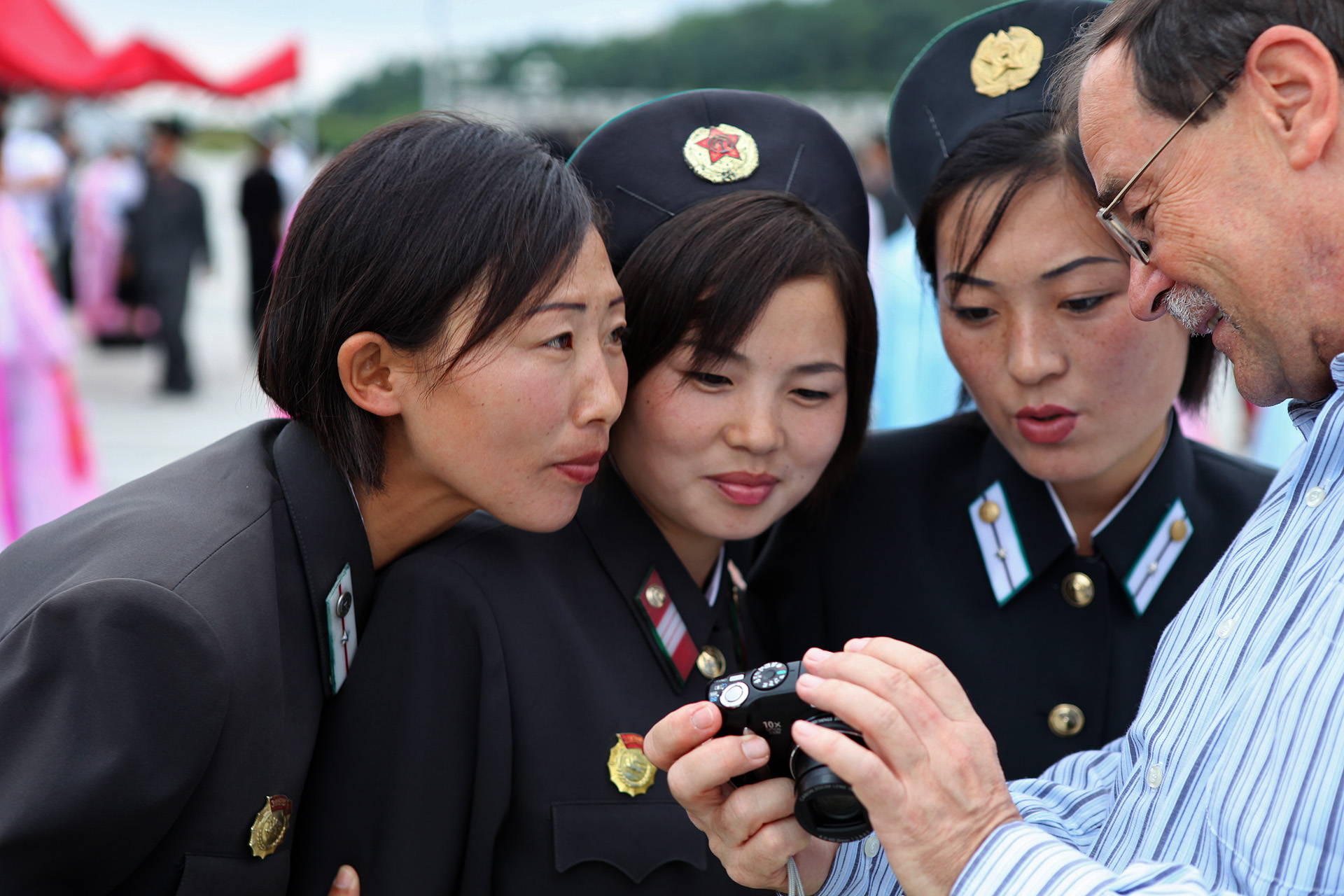
Turismo en Corea del Norte.

Las exportaciones con otros países, aunque reducidas; son variadas, no sólo comprendiendo la industria del metal, así como la farmacológica, también se pueden encontrar productos como las raíces de Gingseng, licores tradicionales, textiles derivados de químicos, automóviles y ropa hecha a base de vinalón.

### Industria pesada
La estrategia de desarrollo autosuficiente de Corea del Norte asigna una prioridad principal al desarrollo de la industria pesada, con desarrollo paralelo de la agricultura y la industria ligera. Esta política se logró principalmente por la industria pesada dando la asignación preferencial de los fondos de inversión estatales. Más del 50 por ciento de la inversión estatal fue al sector industrial durante el periodo de 1954-76 (47,6%; 51,3%; 57,9%; y el 49,0% respectivamente, durante el Plan de Trienal, el Plan Quinquenal, el Plan de Seis años y el Plan de Siete años). Como resultado, la producción industrial bruta creció rápidamente.
La industria automovilística para uso civil en Corea del Norte gira alrededor de dos grandes fábricas de vehículos, Sungri Motors y Pyeonghwa Motors.

### Inversión Extranjera
Desde el año 2002 la inversión extranjera aumentó considerablemente. Un número de nuevas empresas conjuntas se crearon. La Cámara de Comercio Europea fue fundada en 2005 en Pionyang. La experiencia de los inversionistas extranjeros, así como películas sobre las actividades de las empresas extranjeras se han publicado en varias ocasiones y medios.